# Јулијус Евола
Јулијус Евола (итал. Julius Evola; Рим, 19. мај 1898 — Рим, 11. јун 1974) био је италијански филозоф, књижевник и сликар.

## Биографија
Евола је рођен 19. маја 1898. године у Риму као други син Винћенца Еволе (рођен 1854), шефа телеграфске механике и Кончете Манђапане (рођена 1865), земљопоседника. Оба његова родитеља рођена су у Чинизију, малом граду у провинцији Палермо на северозападној обали Сицилије, и венчали су се тамо 25. новембра 1892. године.
У Првом светском рату служио је као артиљеријски официр. Постао је дада уметник, али је одустао од сликања у двадесетим годинама. Рекао је да је размишљао о самоубиству док није добио откровење док је читао будистички текст. Током 1920-их година бавио се окултизмом; писао је о западном езотеризму и источном мистицизму, развијајући своју доктрину „магијског идеализма”.
Евола је своје вредности сматрао аристократским, монархистичким, мушким, традиционалистичким, херојским и пркосно реакционарним. Ексцентрични мислилац у фашистичкој Италији, такође је имао везе са нацистичком Немачком; у послератној ери, био је идеолошки ментор италијанске неофашистичке и милитантне деснице.
Његови списи мешају различите идеје немачког идеализма, источњачких доктрина, традиционализма и међуратне конзервативне револуције, са темама као што су херметизам, метафизика рата и секса, тантра, хиндуизам, будизам, таоизам, планинарење, Свети грал, цивилизације, и декаденција. Евола је веровао да човечанство живи у Кали Југи, мрачном добу ослобођених материјалистичких апетита. Да би се супротставио овоме и позвао на исконски препород, Евола је представио „свет традиције”. Традиција за Еволу није била хришћанска — он није веровао у Бога — већ вечно натприродно знање са вредностима ауторитета, хијерархије, реда, дисциплине и послушности. Према научнику Франку Ферарезију, Еволина мисао је један од најдоследнијих „антиегалитарних, антилибералних, антидемократских и антинародних система у двадесетом веку”. Еволини списи садрже мизогинију, расизам, антисемитизам и нападе на хришћанство и Католичку цркву.
Евола се залагао за расне законе фашистичке Италије и на крају је постао водећи италијански „расни филозоф”. Аутобиографске примедбе Еволе алудирају на то да је радио за Зихерхајтсдинст, обавештајну агенцију СС-а и Нацистичке партије. Побегао је у нацистичку Немачку 1943. године када је пао италијански фашистички режим, али се вратио у Рим под марионетском владом да организује радикално-десничарску групу. Године 1945. у Бечу, фрагмент совјетске гранате га је паралисао од појаса надоле.
На суђењу 1951, Евола је негирао да је фашиста и уместо тога је себе назвао „суперфашиста”. Поводом ове изјаве, историчарка Елизабета Касина Волф написала је да „није јасно да ли је то значило да се Евола постављао изнад или изван фашизма”. Евола је назван „главним идеологом” италијанске радикалне деснице после Другог светског рата. Он наставља да утиче на савремене традиционалистичке и неофашистичке покрете.